# Thomas Klumpp
Thomas Klumpp (* 1943 in Solingen) ist ein deutscher Architekt.

## Biografie
Klumpp machte 1963 das Abitur am Hermann-Böse-Gymnasium in Bremen und begann im selben Jahr mit seinem Architekturstudium an der TU Hannover.
Von 1966 bis 1970 arbeitete er in verschiedenen Büros, bis er 1977 sein eigenes Büro aufbaute. Seit 1981 übernahm er verschiedene Lehraufträge.
Sein Büro befindet sich heute an der Schlachte 21 in Bremen.

## Werke
- 1979–1996: Marterburg Bremen[1]
- 1978: Städtebaulicher Ideenwettbewerb Teerhof (Bremen)[1]
- 1978: Städtebaulicher Ideenwettbewerb Berlin-Spandau[1]
- 1980: Städtebaulicher Ideenwettbewerb Wohnsiedlung Lange Reihe, Bremen-Walle[1]
- 1980–1981: Mehrgenerationenhaus, Rutenstraße 28, Bremen[1]
- 1981: Realisierungswettbewerb Krankenhaus für Berlin-Spandau[1]
- 1981: Realisierungswettbewerb Schule Sek II, Bremen-Huchting[1]
- 1981: Realisierungswettbewerb Institut für Umweltforschung und Technologie, Bremen[1]
- 1982: Städtebaulicher Ideenwettbewerb Marktplatz Hildesheim[1]
- 1983: Hotel am Hillmannplatz, Comturstraße[2]
- 1983: Entwurf Rauchstraße Berlin[1]
- 1983–1984: Wohn- und Geschäftshaus, Ostertorsteinweg 63–65, Bremen[1]
- 1986: Realisierungswettbewerb, Universitätsbibliothek Berlin[1]
- 1987: Studie für Zechbau, Center Lloydstraße[1]
- 1988: Realisierungswettbewerb Deutsches Historisches Museum Berlin[1]
- 1988: Studie für Zechbau, Hochhaus Bahnhofsplatz[1]
- 1989: Städtebaulicher Ideenwettbewerb Bürgerweide Bremen[1]
- 1989: TV-Studio „Swutsch“, Bürgerweide Bremen[1]
- 1989: Ladengestaltung und Möbelentwürfe, Sendlinger Straße 35, München[1]
- 1989–1992: Kongresszentrum Bremen[1]
- 1991: Städtebaulicher Ideenwettbewerb Hafen Vegesack[1]
- 1991–1994: Parkallee 265, Bremen[1]
- 1992: Wettbewerb Entwurf Heinrich-Heine-Straße Berlin[1]
- 1992–1995: Wohnhäuser Hollerland, Bremen[1]
- 1993: Wettbewerb Gutachten für eine Wohnbebauung in Achim[1]
- 1993: Wettbewerb Wohnprojekt Berckstraße Bremen[1]
- 1993: Städtebaulicher Ideenwettbewerb Alter Hafen, Neuer Hafen, Bremerhaven[1]
- 1993: Städtebaulicher Wettbewerb Zentrum für Norddeich[1]
- 1993: Städtebaulicher Ideenwettbewerb, Präsident-Kennedy-Platz, Bremen[1]
- 1993–1996: Kaemena Wiese, Villacher Straße, Bremen[1]
- 1994–1995: Quedlinburg, Sanierung im historischen Kontext, Pölkenstraße 51[1]
- 1994–1996: Airport-Center Bremen, Flughafen Bremen[1]
- 1995: Trafik Bremen[1]
- 1996: Eislaufhalle, Bürgerweide Bremen (1996 abgerissen)[1]
- 1996: Quedlinburg Sanierung/Rekonstruktion, Pölle 10[1]
- 1998: Science Center der Ausstellung Universum Bremen[3]

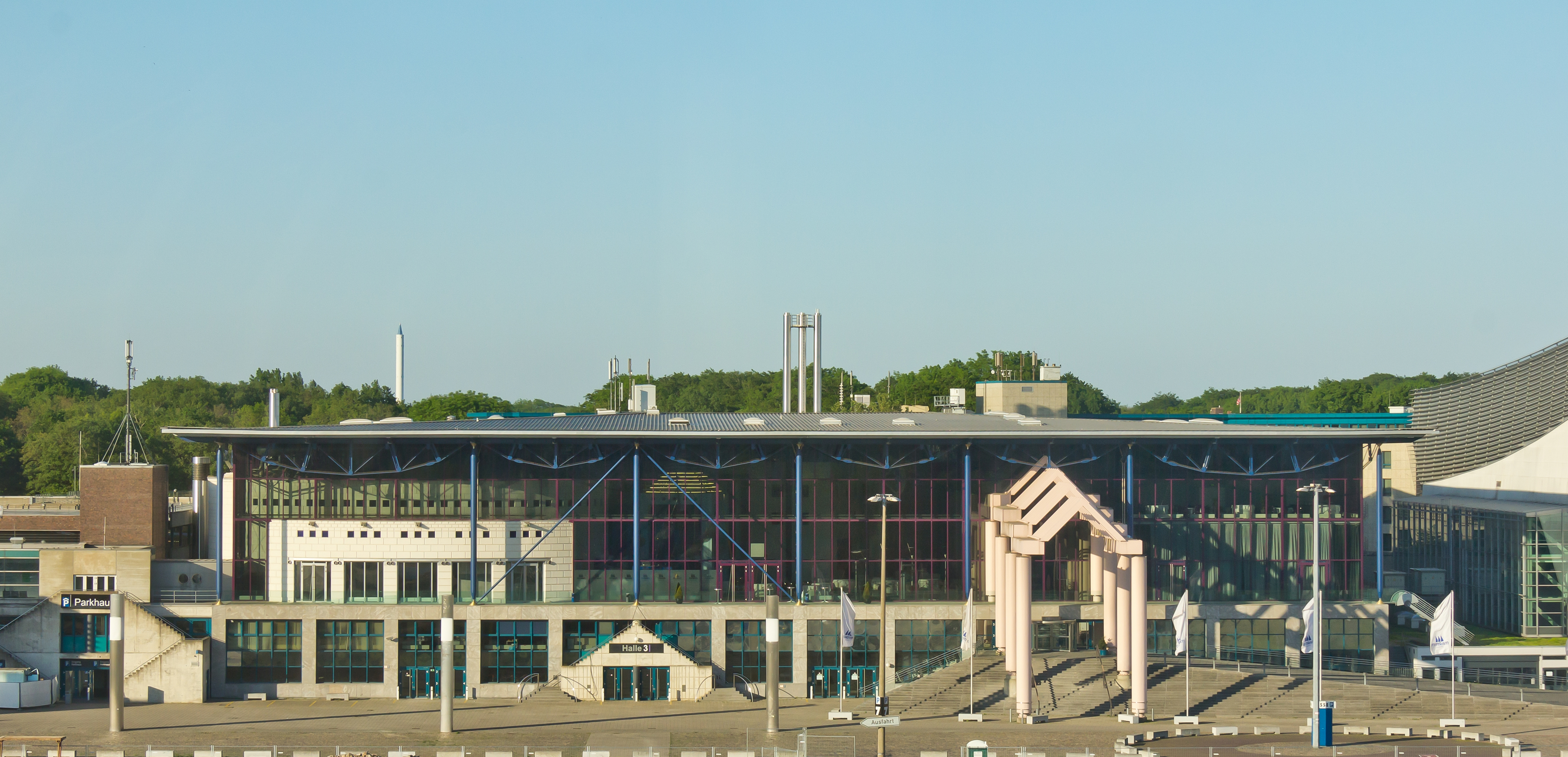
Kongresszentrum Bremen
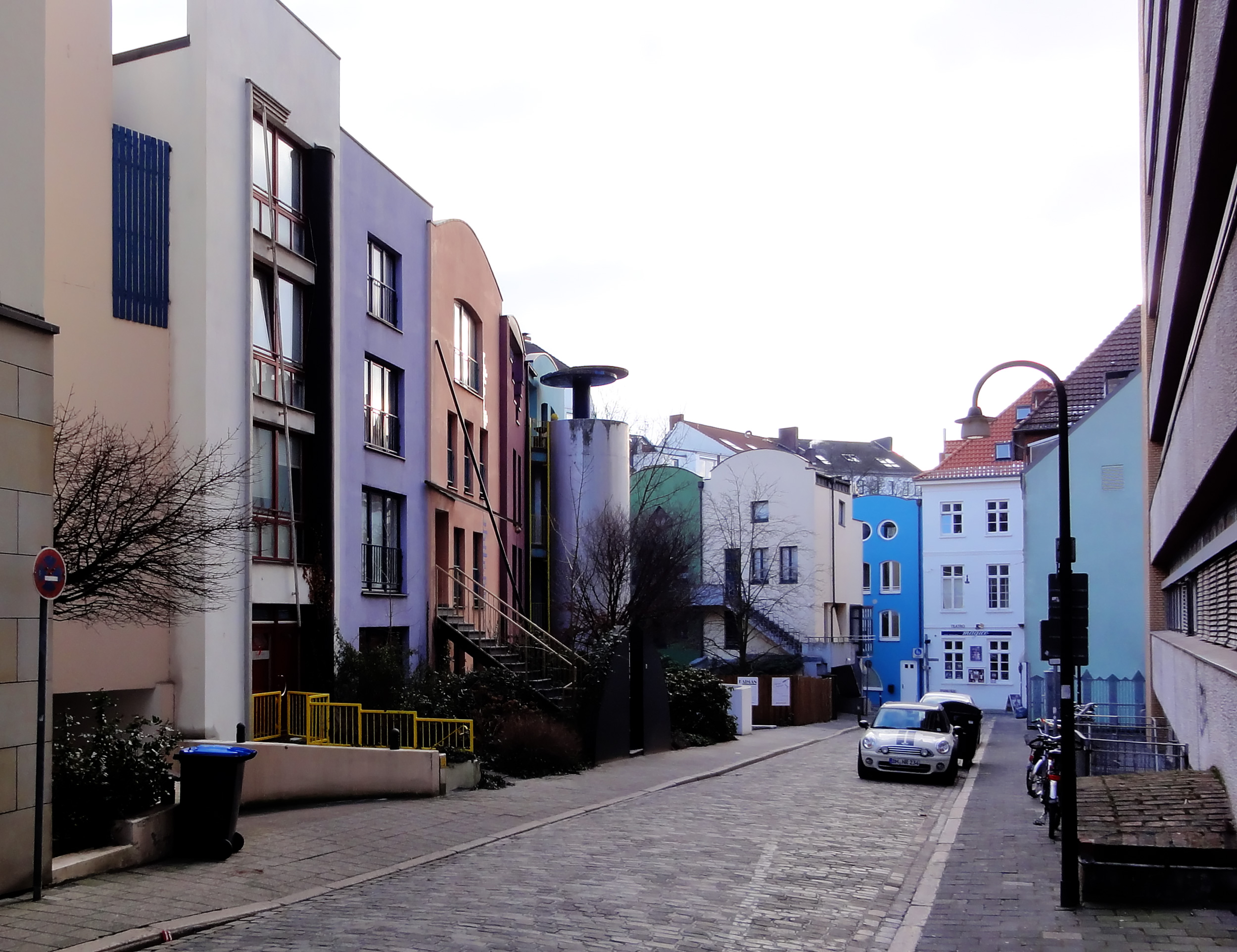
Marterburg Bremen
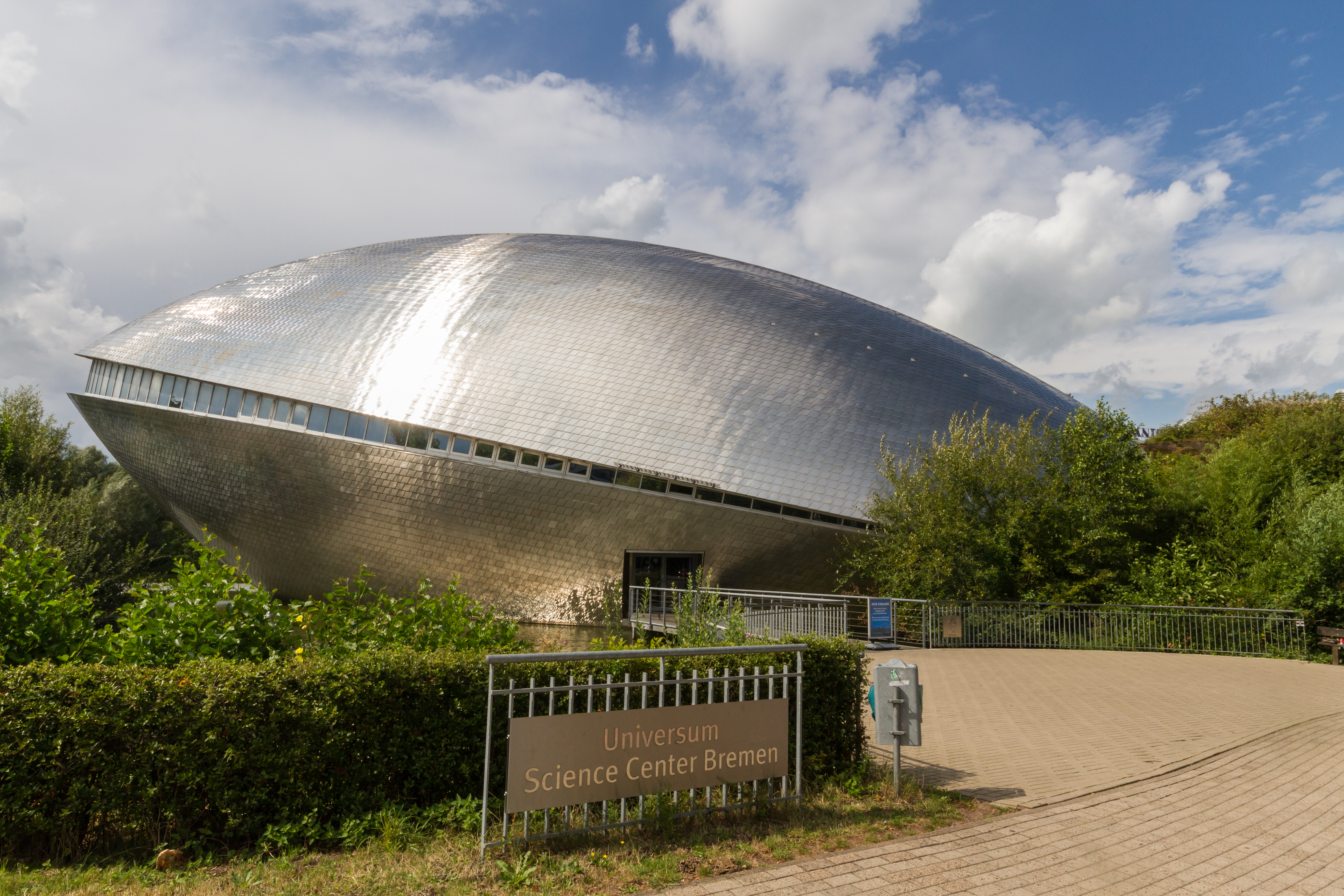
Science Center (Universum Bremen)